# Mikołaj Trebnic

Herb Poraj

Mikołaj Trebnic herbu Poraj (zm. 23 czerwca 1530) – sędzia ziemski tucholski w latach 1526–1530. Mikołaj Trebnic był potomkiem Mikołaja Trebenitza który w 1354 roku otrzymał przywilej w Niwach od wielkiego mistrza krzyżackiego Winrycha von Kniprode. Ród Trebniców ma swoje korzenie w okolicy Magdeburga.